# Lingua primigenia
La lingua primigenia o protolingua mondiale è un'ipotetica protolingua antica da cui sarebbero derivate tutte le lingue e tutte le famiglie linguistiche umane, sia quelle viventi sia quelle estinte, conosciute negli ultimi 6000 anni di storia.  

## L'idea
L'idea che tutte le lingue del mondo derivino da una sola è molto antica. Questa era sostenuta dall'interpretazione letterale della Bibbia, con Adamo ed Eva, prima coppia umana (la "lingua edenica" o "adamitica"), e successivamente con Noè, "secondo Adamo", capostipite dell'umanità dopo il diluvio universale. Il mito della torre di Babele confortava l'idea che un tempo l'umanità si esprimesse in un unico idioma, prima della differenziazione delle molteplici lingue e dialetti. Per molti autori, fino a epoche relativamente recenti, questa lingua primigenia, progenitrice di tutte le altre, era l'ebraico.
Dato il carattere estremamente speculativo di ricerche che affondano così indietro nel tempo, la Société de linguistique de Paris ha posto, nel proprio atto costitutivo (1866) il veto a tutte le ricerche "glottogoniche" (questo è il nome delle ricerche tese a ricostruire la genesi finale di tutte le lingue).
I sostenitori della monogenesi linguistica hanno formulato teorie secondo le quali una lingua originaria sarebbe stata parlata più o meno tra i 50 e 100.000 anni fa, il periodo ipotizzato dall'archeogenetica a causa della separazione filogenetica degli antenati di tutti gli uomini esistenti oggi. 
In uno scenario del genere, questa protolingua si sarebbe diffusa a partire da una piccola popolazione ad altre popolazioni a seguito della loro separazione. Va notato inoltre che non sarebbe necessariamente il primo linguaggio parlato in assoluto, ma solamente l'antenato più recente di tutte le lingue conosciute oggi, e potrebbe avere già avuto dietro di sé una lunga evoluzione, e addirittura potrebbe essere esistito insieme ad altre lingue di cui non è sopravvissuta alcuna traccia nei tempi storici. Per esempio, si discute se gli uomini di Neanderthal avessero la facoltà di parlare. Se questo fosse vero, la loro lingua in tutta probabilità non avrebbe potuto derivare dalla protolingua mondiale di cui si sta parlando. Inoltre, se avessero avuto un linguaggio, questo porterebbe argomenti a favore della tesi dell'esistenza di una lingua originaria (pur non permettendo di avanzare ipotesi a proposito della sua forma), perché comporterebbe che l'origine della lingua sia antecedente alla separazione filogenetica umana.
Tra l'altro, dato che forse tutti gli esseri umani odierni discendono da una Eva mitocondriale - una donna che si ritiene abbia vissuto in Africa circa 150.000 anni fa -, si è ipotizzato che la lingua primigenia potesse essere datata approssimativamente in quel periodo. Ci sono anche teorie su un effetto a collo di bottiglia sulla popolazione umana, soprattutto la teoria della catastrofe di Toba, che ipotizza che la popolazione umana a un certo punto, 70.000 anni fa, si sia ridotta a 1.500 o 2.000 individui. Se questo collo di bottiglia si è avuto realmente è possibile che la protolingua mondiale risalga a questo periodo, anche se questo non implica che sia anche il momento in cui è emerso il linguaggio come capacità.

## Storia
Nel 1917 il linguista russo Nikolaj Marr espose una teoria monogenetica di lingua che faceva risalire tutte le lingue moderne a quattro esclamazioni primordiali.
Attingendo all'opera di Vladislav Illich-Svitych, il linguista americano Joseph Greenberg sosteneva che parentele a lunga distanza possono essere dimostrate concentrandosi sull'approccio controverso che chiamò "la comparazione lessicale di massa". Le lingue sono comparate con l'uso di un insieme limitato di parole (includendo parole funzionali e affissi) semplicemente facendo affidamento sulle parole affini per origine. Usò questo metodo per stabilire una classificazione delle lingue africane. Il suo lavoro ha suscitato un profondo interesse anche al di fuori della comunità linguistica. Ed è un argomento ancora molto dibattuto.
Sergei Starostin  suggerì con prudenza un numero di radici dalla "lingua boreale" - un antenato ipotetico delle diverse famiglie di linguaggi dell'emisfero boreale, per l'appunto; corrispondenze etimologiche possibili tra quelle che lui considerava le cinque maggiori macrofamiglie del Vecchio Mondo, l'Eurasiatico, l'Afroasiatico, il Sinocaucasico e l'Austrico con paralleli potenziali con l'Amerindo e diverse famiglie linguistiche africane.
Merritt Ruhlen è stato uno dei sostenitori più vivaci e controversi dell'ipotesi di una protolingua mondiale.

## Ricostruzione
Il metodo comparativo è una tecnica utilizzata dai linguisti per dimostrare le relazioni genetiche tra le lingue. Facendo uso di questo metodo, i linguisti sono in grado di tentare di ricostruire una protolingua dalle sue varie lingue figlie. Imparentate sono le parole che hanno un'origine comune. Possiamo proporre come esempi: l'inglese "mouse", il tedesco "Maus", lo svedese "mus", il russo "myš'", il polacco "mysz", il greco "mys" e il latino "mus". Usando il metodo comparativo i linguisti deducono che la parola protoindoeuropea per "topo" fosse "mūs". Alcuni studiosi hanno identificato quelle parole, ritenute potenzialmente imparentate, che possono mettere in evidenza alcune caratteristiche della lingua primigenia. Joseph Greenberg propose di usare un nucleo di 300 parole che percepì costituire il nucleo di ogni linguaggio. Queste includono pronomi, parti del corpo e membri della famiglia. Credeva che queste parole-nucleo cambiassero molto più lentamente rispetto ad altre e che fossero un buon indice per la relazione genetica tra le lingue.
La tabella che segue mostra alcune radici nelle varie famiglie di lingue che presentano somiglianze. Il simbolo V sta per una vocale.
| Lingua         | Chi?   | Cosa? | Due     | Acqua   | Uno/Dito | Braccio-1 | Braccio-2 | Curva/Ginocchio | Capelli | Vagina/Vulva | Odore/Naso |
| -------------- | ------ | ----- | ------- | ------- | -------- | --------- | --------- | --------------- | ------- | ------------ | ---------- |
| Khoisan        | !kū    | ma    | /kam    | k´´a    | //kɔnu   | //kū      | ≠hā       | //gom           | /´u     | !kwai        | ĉ'u        |
| Nilo-sahariano | na     | de    | ball    | nki     | tok      | kani      | boko      | kutu            | sum     | buti         | ĉona       |
| Niger          | nani   | ni    | bala    | engi    | dike     | kono      | boko      | boŋgo           |         | butu         |            |
| Afroasiatico   | k(w)   | ma    | bwVr    | ak'wa   | tak      | ganA      |           | bunqe           | somm    | put          | suna       |
| Kartvelico     | min    | ma    | yor     | rts/q'a | ert      | t'ot'     | qe        | muql            | toma    | put´         | sun        |
| Dravidico      | yāv    | yā    | irantu  | nīru    | birelu   | kaŋ       | kay       | menda           | pūta    | počču        | ĉuntu      |
| Eurasiatico    | kwi    | mi    | pālā    | akwa    | tik      | konV      | bhāghu(s) | bük(ä)          | punče   | p'ut'V       | snā        |
| Dene-Caucasico | kwi    | ma    | gnyis   | ʔoχwa   | tok      | kan       | boq       | pjut            | tshām   | put´i        | suŋ        |
| Austrico       | o-ko-e | m-anu | ʔ(m)bar | namaw   | ntoʔ     | xeen      | baγa      | buku            | śyām    | betik        | ijun       |
| Indo-Pacifico  |        | mina  | boula   | okho    | dik      | akan      | ben       | buku            | utu     |              | sinna      |
| Australiano    | ŋaani  | minha | bula    | gugu    | kuman    | mala      | pajing    | buŋku           |         | puda         | mura       |
| Amerindo       | kune   | mana  | p'āl    | akwā    | dik'i    | kano      | boko      | buka            | summe   | butie        | ĉuna)      |

Alcune parole indoeuropee che provengono da parole presenti in questa tabella sono "qui" (latino), who ("chi" in inglese), aqua (latino), dito, bough ("ramo" in inglese) (dalla radice bhāghu- che significa "gomito" o "spalla"), fud (inglese dialettale per vulva).
Sulla base di queste corrispondenze, il linguista Merritt Ruhlen ha sviluppato una tabella con le parole basilari della lingua primigenia:
- Ku = Chi?
- Ma = Cosa?
- Pal = Due
- Akwa = Acqua
- Kw = Bevanda
- Kway = Umido
- Tik = Dito della mano, Dito del piede, Uno
- KanV = Braccio
- Bungn = Ginocchio, Piegatura, Curva
- Sum = Capelli
- PutV = Vulva, Vagina
- Cuna = Naso, Odore

## Critiche
I critici affermano che da un punto di vista puramente statistico, anche fra due lingue qualsiasi senza legami di parentela, è più verosimile che esista un numero di parole pseudomofone con significati simili (vedi anche la lista di Swadesh). Starostin non usava metodi statistici ma metodi di ricostruzione interna: la ricostruzione della protolingua di una famiglia alla volta rende possibile ricostruire la protolingua di un livello più alto.
In aggiunta a questo, sono plausibili circostanze in cui una lingua completamente nuova possa essere spuntata anche in tempi più recenti. Non esiste alcun esempio conosciuto di un evento simile per le lingue parlate, (eccetto la lingua dei segni nicaraguense)   al momento, non esiste nessun esempio conosciuto di lingua parlata pienamente sviluppata che sia emersa spontaneamente in una popolazione non-parlante.